# Чосич, Урош
У́рош Чо́сич (серб. Урош Ћосић / Uroš Ćosić; род. 24 октября 1992, Белград) — сербский футболист, защитник.

## Карьера
Воспитанник футбольной школы белградского клуба, Чосич был приобретён в начале 2009 года клубом ЦСКА. В Москву он переехал вместе с семьёй. В чемпионате России ни разу не сыграл, но участвовал в молодёжном первенстве.
В ноябре 2010 года Урош продлил контракт на 5 лет, однако в январе 2011 года на правах аренды отправился в «Црвена звезду». В ЦСКА поддержали решение Чосича, надеясь на повышение его уровня игры. Следующий сезон Урош провел на правах аренды в итальянской «Пескаре», которая выступала в серии А, но не удержалась и вылетела в серию B. Серб провел за команду 20 игр, а по окончании сезона было объявлено, что итальянский клуб принял решение выкупить его трансфер.

## Достижения
- Обладатель Кубка Сербии: 2011/12
- Чемпион Греции: 2017/18